# نصرالله خلعتبری
میرزا نصرالله خان اعتلاءالملک خلعتبری (۱۲۶۸ – ۱۳۴۱) دیپلمات و دولتمرد دوران قاجار و پهلوی بود.
پدرش میرزا شکرالله خان نامه‌نگار، عموزاده محمدولی خان سپهداراعظم تنکابنی بود که بعدها از رهبران جنبش مشروطه و فاتح تهران شد و به نخست‌وزیری رسید. خودش نیز در دوران نهضت مشروطه، به مشروطه‌خواهان پیوست و پس از استبداد صغیر و خلع محمدعلی شاه از سلطنت، عضو دادگاهی بود که طرفداران محمدعلی شاه را محاکمه می‌کرد.
اعتلاءالملک در دارالفنون درس خواند و وارد خدمت وزارت امور خارجه شد. در این وزارتخانه به ریاست «اداره نامه‌جات» و پس از پدرش به ریاست اداره عثمانی رسید تا اینکه به عنوان مستشار به سفارت ایران در استانبول فرستاده شد. در بازگشت، مدیرکل و سپس معاون وزارت امور خارجه شد. مدتی نیز در دولت وثوق‌الدوله وزیر مالیه بود.
اعتلاءالملک در زمان رضا شاه ابتدا وزیرمختار و بعد سفیرکبیر ایران در افغانستان شد. چندی نیز حکومت کردستان با او بود. در اردیبهشت ۱۳۲۴ در کابینه یک ماهه حکیم‌الملک وزیر کشور شد و با تشکیل مجلس سنا در سال ۱۳۲۸ به عضویت این مجلس منصوب شد. 
اعتلاءالملک داماد اسدالله خان مشارالسلطنه وزیر امورخارجه ایران در زمان احمد شاه قاجار بود. پسرش عباسعلی خلعتبری نیز در زمان محمدرضا شاه وزیر امورخارجه و پس از انقلاب، اعدام شد.